# ライデンファイターズJET
『ライデンファイターズJET』（ライデンファイターズジェット、Raiden Fighters JET）は、セイブ開発が1998年に販売したアーケード用縦スクロールシューティングゲーム。『ライデンファイターズ』シリーズ3作目（『雷電』シリーズでは6作目）。

## 概要
ゲームスタイルや操作方法などは前作『ライデンファイターズ2』を踏襲する。稼働日数により自機やゲームモードが追加される点も前作同様である。楽曲の製作は佐藤豪に代わって、橋本泰弘が担当したスピーディなものになっている。
雷電シリーズでは、大元のセイブ開発が制作したものでは最後の作品にあたる。
前々作、前作同様、長らく家庭用ゲーム機への移植はされていなかったが、2008年3月27日にサクセスよりシリーズ3作が『ライデンファイターズ エイシズ』としてXbox 360にて発売された。また、iOSおよびAndroid端末向けにシリーズ3作と初代『雷電』を1本に収録した『ライデン レガシー』（RAIDEN LEGACY）が2012年12月4日にDotEmu社より配信開始された。

## ストーリー
先の作戦で独裁戦闘国家を完全制圧した新政府軍は、制圧されていた諸国を解放し、過半数を統治下に置くことができた。しかし、敵勢力の兵器生産力と奇抜かつ高度なテクノロジーに脅威に感じた新政府軍は、いまだ収まることのない残党との局地戦を優位に征するため、自軍の新鋭兵器の早期開発、実用化を急がせた。この命を受けた生産開発部は、研究中のXTB（戦術重爆撃機）計画を1年7ヵ月で実用レベルまで完成させ、同時に護衛任務のためのXTF（高機動戦術戦闘機）計画の調整も最終段階を迎えていた。この新鋭機XTFイクシオンは、いままでのどの機体よりも高度な技能が必要とされる。そのため、各飛行部隊からエースを招集し、シミュレーターによる技能試験により適任者を選抜することとなった。

## ゲームシステム
ゲームスタート時に自機を選択する。全5+2ステージ、1周エンド。
ステージ1から5（条件次第ではステージ6も）はシミュレータによる仮想戦闘。戦績により次のステージが変更され、戦績によってはステージ5もしくはステージ6でゲームオーバーとなる。一定以上の戦績を収める（特定のステージを通過する）と、自機が最新機「イクシオン」に変更され（特殊機体選択時を除く）実戦ステージ1,2へ突入する。なお、この形式は『イメージファイト』や『電脳戦機バーチャロン』に類似する。パワーアップシステムは初代を踏襲している。特殊フォーメーションの画面固定（IXION以外の特殊機体はトレース）で撃つショットが前2作の2連ショットからレーザーに変更されている。
稼働日数が一定以上が経過するとゲームモードを選択できるようになる。ゲームモードは以下の通り。
ノーマル（NORMAL）
通常のゲームモード。
スペシャル（SPECIAL）
ステージボスのみ連戦するモード。ノーマル機体使用時、実戦面の機体変更はない。このモードではステージ分岐が無く（全てのステージをプレイする）、またシミュレーションレベル50ではステージ通しでプレイすることになる。
エキスパート（EXPERT）
俗に言う「2周目」で、NORMALモードより敵弾が速く、撃ち返し弾も発生する。上級者向け。

### 操作方法
8方向レバーと2ボタン（ショット、ボンバー）で自機を操作する。ショットにはメインウェポンとサブウェポンが存在し、ショットボタンでメインウェポンとサブウェポンを同時に発射する。2人同時プレイ時に使えるハイブリッドアタックは、攻撃グラフィックが変更されている。

### アイテム
アイテムの種類および効果は『ライデンファイターズ』を参照。

### 勲章システムの変更
前2作から勲章ボーナスに変更が加えられた。まず、特定の敵を破壊すると100点の勲章が出現する。勲章どうしが触れると合体し形状が変わり、点数が倍となる。空中の勲章は、自機が敵弾にかする若しくはスレイブを装備することで自機に引き寄せられるので、勲章を誘導して合体させることが可能。32個合体させると最大勲章（2,048,000点）になる。最高位の2,048,000点勲章を1つ以上取得してから画面内に100点勲章を9個以上出現させると、画面内の勲章が爆発して消滅し10万点モードになる。この時画面内に合体勲章があると、条件を満たしても10万点モードが発動しない。10万点モードの勲章は形状が前2作の特大勲章と同じになって1万点の点数となり、前2作と同じ方法で10万点まで育てることが出来る。前2作と異なり10万点モードの勲章を、1つでも画面外に逃がすと以降の勲章得点がリセットされるようになった。

## 登場機体
工場出荷時に選べる機種は8種類。稼働日数の長さにより機種が追加されてゆく。日数の不足で選択画面に表示されていない機種も、隠しコマンドで使用可能。アーケード版はごく初期のバージョンを除き最初から最終形態になっている。前作に存在した「AEGIS II C」と「DARK SWORD」は本作では登場しない。「SLAVE」「FAIRY」は選択画面に表示されず、隠しコマンド入力が必要（なおシリーズ全作でいえるが、アーケード版と家庭用では隠しコマンドが異なる）。前2作と異なり2人同時プレイでも、同じ機体が選べるようになった。ただしMICLUS以外の特殊機体には2Pカラーが用意されておらず、またCHASER 2000・GRIFFINの1Pカラーと2Pカラーは似通っているため、判別しにくい。もっともノーマル機体とIXION・SLAVE・FAIRYの場合は、メインショットの色が1Pと2Pで異なるのでそれで判別出来る。雷電II系とバイパーフェイズ1系の機体は、オプションのスレイブの撃つショットの色で判別するしかないが、ボス戦などでオプションのスレイブが全て破壊されると、判別する手段が無くなる。またBEAST WINGのように前作の機体カラーが、2Pカラーになっている機体も存在する。なおアーケード版の機体別ハイスコア（マスターオブシップス）では、前作だと同機体扱いだったSLAVEとFAIRYが別機体扱いになっている。ボムの初期保有数は前作同様ノーマル機体が2発、特殊機体（前作の隠し機体に相当）が3発になっている。
以下、初代、2からの続投機体の詳細は各タイトルの記事を参照。
- ノーマル機体
  - AEGIS IV
  - BEAST WING
  - CHASER 2000
  - DEATH HEADER
  - ERASER
  - FLYING RAY
  - GRIFFIN　
    - 前作よりレーザーの途切れる時間が短くなり、非常に強力になった。

  - HELL DIVER　
    - ミサイルの性能が変更されている。また火力が大幅に低下したため、ゲーム中でも屈指の弱機体になった。
- 特殊機体
  - IXION
    - XTF計画によって開発された双発ジェット戦闘機。試作1号機の型式番号は「XTF-1」。主翼の翼型は翼端に上反角のついた前進翼。尾翼は単垂直尾翼で、水平尾翼には下半角が付いている。機首にはカナードを有する。ショットは主翼付け根の機銃から放たれている模様。
    - ノーマル機体で実戦ステージ突入時、この機体に変更される（アーケード版のみ強制変更でサブウェポンは選択したノーマル機体のものを引き継ぐ。Xbox 360版はオプションでノーマル機体での実戦ステージ突入が設定可能）。
    - 機体特性（サブウェポンが2種類ある＆溜め撃ち可能など）とボムはノーマル機体と同じ。
    - ショットは正面と少し斜めに広がって放たれるタイプ。サブウェポン（ゲーム開始時の自機選択で本機を選んだ場合）のレーザーは前方を交差するように周回するもの。溜め撃ちは正面に4つ幅広く放たれる。ミサイルは誘爆ミサイルで攻撃力が低い分得点稼ぎに向いている。溜め撃ちは一気に大量のミサイルを放つ。

  - RAIDEN Mk-II
  - RAIDEN Mk-IIβ
  - JUDGE SPEAR
  - BLUE JAVELIN
  - FAIRY
  - MICLUS　
    - フルパワー時のショットが5方向に発射されるようになり、攻撃範囲が広くなった。

  - SLAVE

## 隠しボーナス
特別な条件を満たすとボーナス点が得られる。隠しボーナスが成立すると、その内容は画面中央上に表示される。初代から引き続き存在する隠しボーナスについては『ライデンファイターズ#隠しボーナス』を参照。前2作にあった家屋防護・ホバーシップ先制破壊・味方戦車防護・戦車先制破壊ボーナスは廃止された。今作で追加された隠しボーナスは以下。
- テロップチェーンボーナス

隠しボーナスを獲得した時その内容が画面に表示されている間に、次の隠しボーナスを獲得し続けることで最高9倍の倍率がかかる。
- DX ボーナス（1回目＝10万点・2回目＝20万点・3回目＝40万点）

シミュレーションレベル5（2面）で出現する列車を全車両破壊する。